# Zuma (Nubien)
Zuma ist ein Dorf und ein danach benanntes Gräberfeld im Umfeld des Berges Barkal (ca. 25 km stromabwärts) im heutigen Sudan. Der Ort liegt ca. 10 km südlich von al-Kurru auf der rechten Seite des Nils.
Der Friedhof wurde in den letzten zweihundert Jahren mehrmals besucht, doch gab es jeweils nur kurze Beschreibungen und keine Ausgrabungen. Die Expedition von Richard Lepsius zeichnete z. B. einen Plan.

## Moderne Ausgrabungen
Moderne, systematische polnisch-sudanesische Ausgrabungen begannen im Dezember 2004. An der Oberfläche sind heute noch 29 Grabhügel zu sehen. Bisher wurden drei Grabanlagen ausgegraben. Es konnten drei Grabtypen, vor allem anhand der Grabhügel, unterschieden werden. Typ I besteht aus Hügeln, die vollkommen mit Steinen bedeckt sind. Die Grabhügel haben einen Durchmesser von 25 bis 53 m und waren einst 6 bis 13,5 m hoch. Die Hügel des Typs II haben einen Durchmesser von 21 bis 31 m. Sie sind aus Sand und losen Steinen errichtet. Ein Steinring, der um den Hügel herumgeht, hält diesen zusammen. Der unterirdische Grabschacht ist M-förmig (von oben gesehen) und hat zwei Kammern, eine für das Begräbnis und die andere für die Grabbeigaben. Die Hügel des Typs III sind flach und weniger als 1 m hoch. Sie haben einen Durchmesser von 9 bis 20 m und nur eine einzige Grabkammer.
Alle Grabkammern waren bei ihrer Auffindung beraubt und enthielten nur noch zahlreiche Keramik, Perlen, Metallfragmente und Tierknochen. Vor allem die Keramik datiert die Gräber an das Ende des 5. und in die erste Hälfte des 6. Jahrhunderts.
Das Gräberfeld von Zuma erhielt 2003 zusammen mit anderen Orten in der Umgebung von der UNESCO den Status Weltkulturerbe.